# Vashind
Vashind è una suddivisione dell'India, classificata come census town, di 15.880 abitanti, situata nel distretto di Thane, nello stato federato del Maharashtra. In base al numero di abitanti la città rientra nella classe IV (da 10.000 a 19.999 persone).

## Geografia fisica
La città è situata a 19° 25' 0 N e 73° 16' 0 E e ha un'altitudine di 25 m s.l.m..

## Società

### Evoluzione demografica
Al censimento del 2001 la popolazione di Vashind assommava a 15.880 persone, delle quali 8.482 maschi e 7.398 femmine. I bambini di età inferiore o uguale ai sei anni assommavano a 2.293, dei quali 1.245 maschi e 1.048 femmine. Infine, coloro che erano in grado di saper almeno leggere e scrivere erano 11.779, dei quali 6.772 maschi e 5.007 femmine.